# Harvey Spencer Lewis
Harvey Spencer Lewis, F.R.C.,S∴I∴, 33°66° - 90°95° 96º [Grão-Mestre do Rito (Maçônico) de Memphis-Misraim para os EUA], Ph.D. (Frenchtown, Nova Jersey, 25 de novembro de 1883 - 2 de agosto de 1939), famoso rosacruz, maçom, autor, ocultista, e místico, fundou nos Estados Unidos a Ordem Rosacruz – AMORC (Antiga e Mística Ordem Rosæ Crucis), sendo seu primeiro  Imperator do ciclo de 1909 a 1939.

## Vida e carreira
Harvey Spencer Lewis nasceu na cidade de Frenchtown, Nova Jersey, em 25 de novembro de 1883. Seus pais dedicavam-se na época à educação, de modo que ele recebeu boa instrução. Trabalhou como publicitário e ilustrador, e utilizou a experiência nessa área para mais tarde promover a AMORC no seu primórdio, através de impressos e livretos. Seus primeiros aprendizados rosacruzes foram relacionados pelos seu interesse em fenômenos paranormais. Convidado para viajar à Europa, a convite de um ramo da ordem na França, logo se relacionou com os rosacruzes europeus e no final de sua viagem foi iniciado na ordem em Toulouse, por Raynaud E. de Bellcastle-Ligne.(Conde de Bellcastle)
Foi-lhe dada a missão de levar o ideal rosacruz à América (um pequeno grupo havia primordialmente feito um assentamento na Pensilvânia no início do século XVII, mas foi dissolvido após poucos anos), além de promover a modernização dos seus ensinamentos. Lewis estabeleceu a AMORC, tornou-se seu primeiro Imperator e escreveu o que viria a ser o cânone dos ensinamentos místicos da ordem, em forma de monografias, devotando, dali por diante sua vida em prol da AMORC. Lewis também fundou o Rosicrucian Egyptian Museum, em San Jose, Califórnia.
Foi casado duas vezes. Sua segunda esposa foi Martha, com quem se casou em 1937. Juntamente com ela, Lewis viajou ao Egito durante a Grand Tour da AMORC para o Egito.
No passado Lewis manteve uma estação de rádio no Parque Rosacruz, mantendo programas diários voltados à música clássica e ao ensino do misticismo, e também concedeu inúmeras entrevistas a outras rádios.
Lewis também foi um dos três Imperators da FUDOSI, e seu nome místico foi Sar Alden. Ele recebeu inúmeras ordens honorárias, títulos e graus, em agradecimento e reconhecimento por seu trabalho e boa vontade. Seu filho Ralph Maxwell Lewis tornou-se o segundo Imperator da AMORC, e escreveu a biografia de seu pai, intitulada Missão Cósmica Cumprida

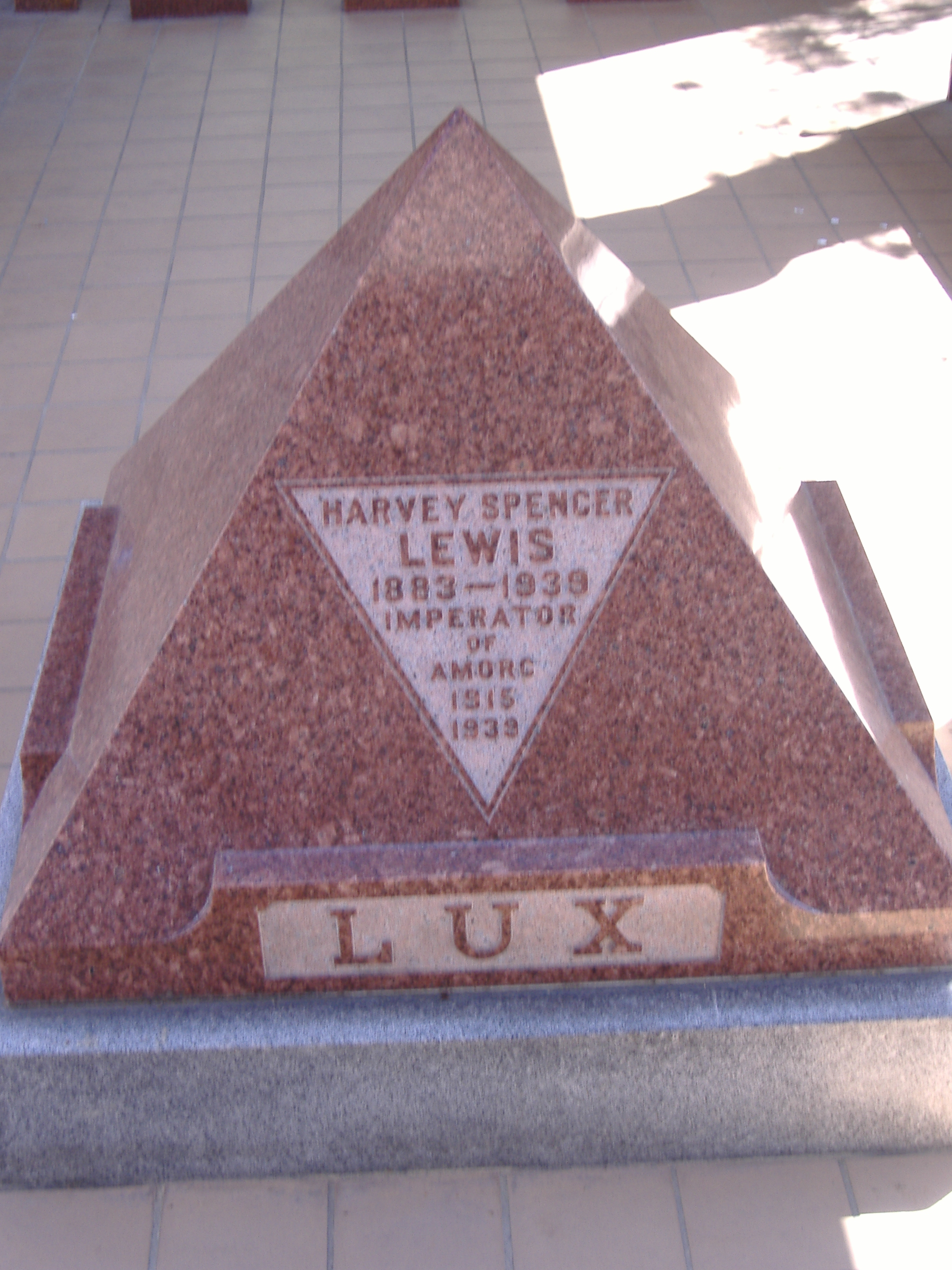
Frente do marco fúnebre do Dr. H.S. Lewis.
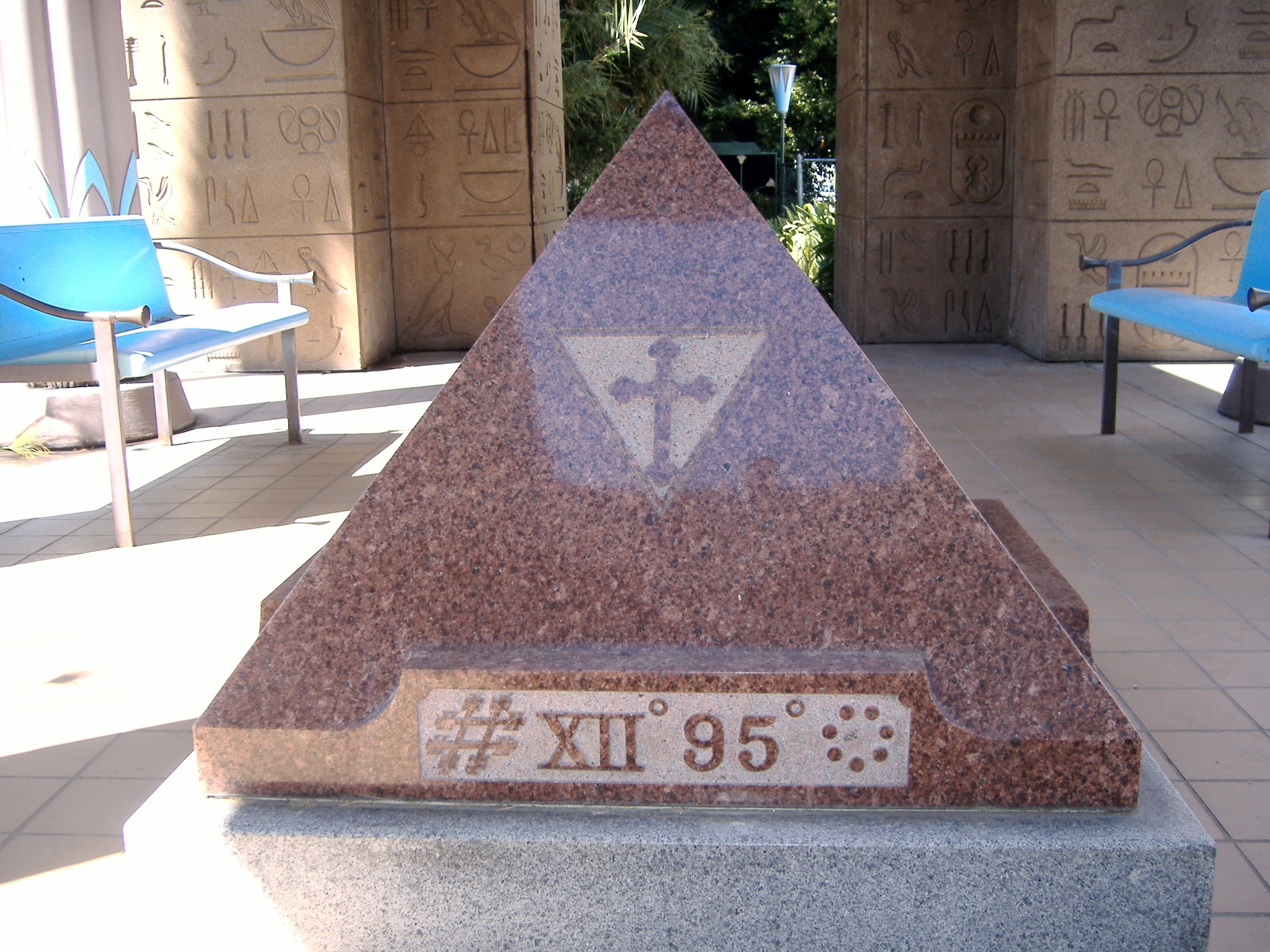
Fundo do marco fúnebre do Dr. H.S. Lewis

## Invenções
De acordo com Michael Nowicki, F.R.C., H. Spencer Lewis construiu inúmeros aparelhos científicos. Eles incluem:

### Luxatone
O Luxatone ou  Órgão Cromático era um aparelho que convertia sinais de áudio em cores, mostrando-os em uma tela triangular. Lewis o utilizava para demonstrar idéias místicas e filosóficas. O sinal de áudio era adicionado através do auxílio de microfones.
Um livrete intitulado "The Story of Luxatone - The Master Color Organ" foi impresso e enviado aos membros da AMORC e em sua Revista.

### Contador de Coincidência de Raios Cósmicos
Este instrumento foi um protótipo do contador Geiger e foi construídos em idos de 1930.

### Harpa vibratória
A "Sympathetic Vibration Harp" foi construída pelo Dr. Lewis para demonstração de certos princípios de ensinamentos da AMORC no campo do estudo das vibrações.

## Alquimia
Em adição aos seus inúmeros trabalhos, em 22 de Junho de 1916, Lewis anunciou publicamente a transmutação de zinco em ouro — durante uma demonstração clássica de princípios alquímicos, na cidade de Nova Iorque. Uma equipe de Grandes Mestres da AMORC, membros da AMORC, um cientistas e um jornalista assistiram de perto o processo, que era composto pela mistura de ingredientes selecionados. O cientista declarou que o resultado do experimento tinha as mesmas ""propriedade do ouro"", e tal anúncio consta na "American Rosae Crucis". Os ingredientes para a transmutação do ouro nunca foram revelados. No livro "Perguntas e Respostas Rosacruzes" foi explanado que o material necessário para a transmutação era de difícil obtenção, e a relação custo/benefício não compensava a transmutação.